# Spyros Magliveras
Spyros Simos Magliveras (né le 6 septembre 1938 à Athènes)  est un mathématicien et informaticien américain d'origine grecque.

## Carrière
Magliveras est diplômé de l'Université de Floride avec un baccalauréat en génie électrique (BEE) en 1961 et une maîtrise de mathématiques en 1963. Il a obtenu son doctorat en mathématiques à l'université de Birmingham en 1970 sous la direction de  Donald Livingstone (The subgroup structure of the Higman-Sims simple group). Auparavant, il a été instructeur dans diverses universités de Floride, analyste de systèmes à l'université du Michigan à Ann Arbor (Institute of Social Research) et consultant entre autres pour NBC.
À partir de 1970, il est d'abord professeur assistant puis professeur de mathématiques à l'université d'État de New York à Oswego (New York). À partir de 1978, il est professeur de mathématiques et d'informatique à l'université du Nebraska à Lincoln, où il est professeur émérite Henson depuis 2000. Il est ensuite professeur à la Florida Atlantic University à Boca Raton et, depuis 2003, directeur du Center for Cryptology and Information Security.
Il a été professeur invité entre autres  à l'université de Birmingham (1984/85), à l'université de Rome « La Sapienza » et à l'université de Waterloo.

## Recherche
Magliveras a travaillé sur les design combinatoires, les groupes de permutation, les géométries finies, le chiffrement des données en cryptographie et sur la sécurité des données.
En 2001, il a reçu la médaille Euler.

## Publications (sélection)
- Zou, Xukai, Ramamurthy, Byrav et Magliveras, Spyros S., Secure group communications over data networks, Springer, 2005, xix + 172 (ISBN 0-387-22970-1, zbMATH 1065.68012).
- Hurley, Michael, Lopez, Oscar et Magliveras, Spyros S., « Some new families of 2-resolutions », dans 50 years of combinatorics, graph theory, and computing. Research surveys of the Southeastern international conference, Boca Raton, CRC Press, coll. « Discrete Math. Appl. », 2020, p. 293-300.
- Jungnickel, Dieter, Magliveras, Spyros S., Tonchev,  Vladimir D. et Wassermann, Alfred, « The classification of Steiner triple systems on 27 points with 3-rank 24 », Designs, Codes and Cryptography, vol. 87, no 4,‎ 2019, p. 831-839.
- Kramer, Earl S., Magliveras, Spyros S. et Mesner,  Dale M., « t-Designs from the large Mathieu groups », Discret. Math., vol. 36, no 2,‎ 1981, p. 171-189.